# École nationale de la France d'outre-mer
 (décembre 2023).

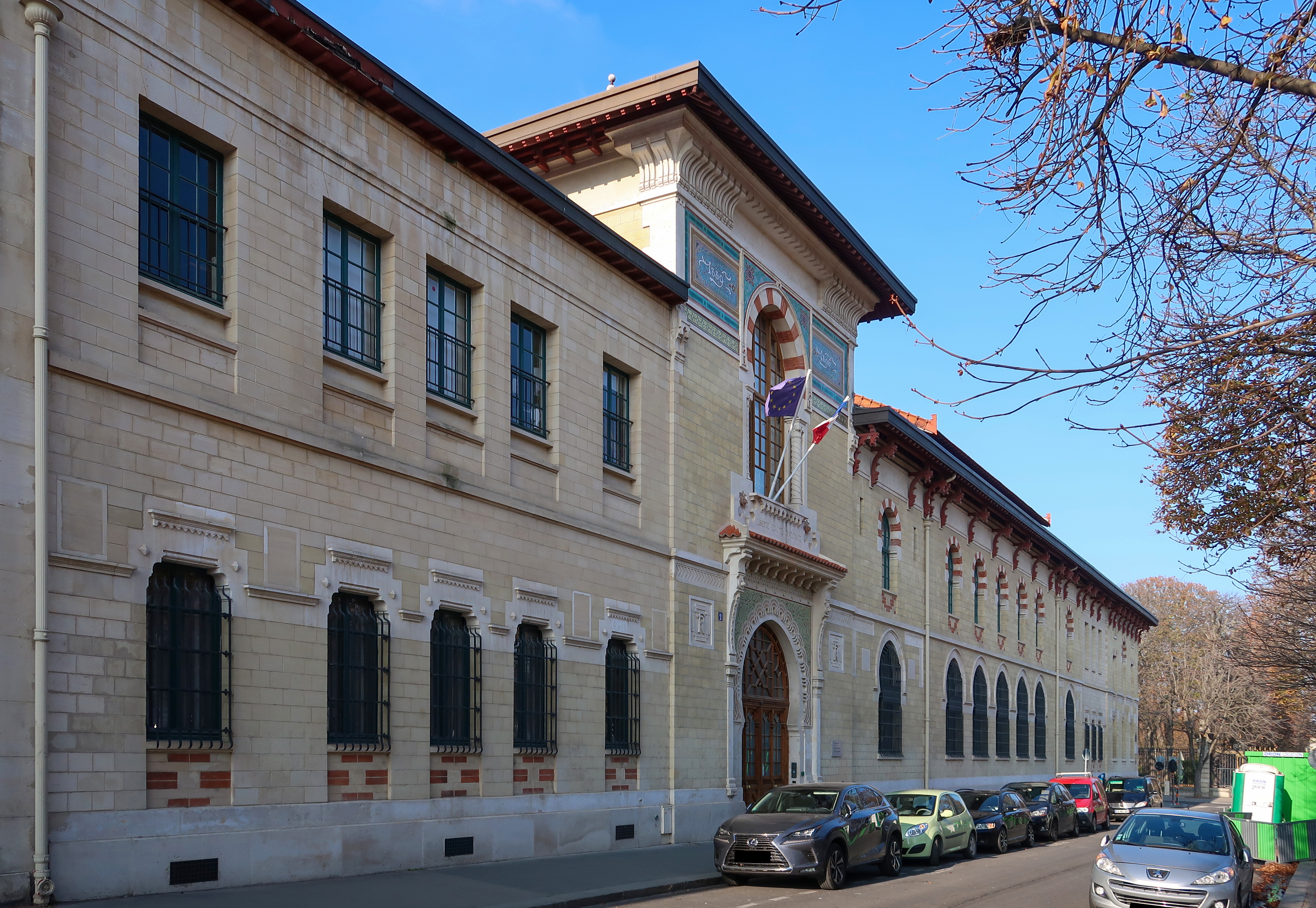
Bâtiment de l'ancienne École nationale de la France d'outre-mer construit en 1895 par Maurice Yvon, aujourd'hui Institut international d'administration publique, intégré à l'ENA.

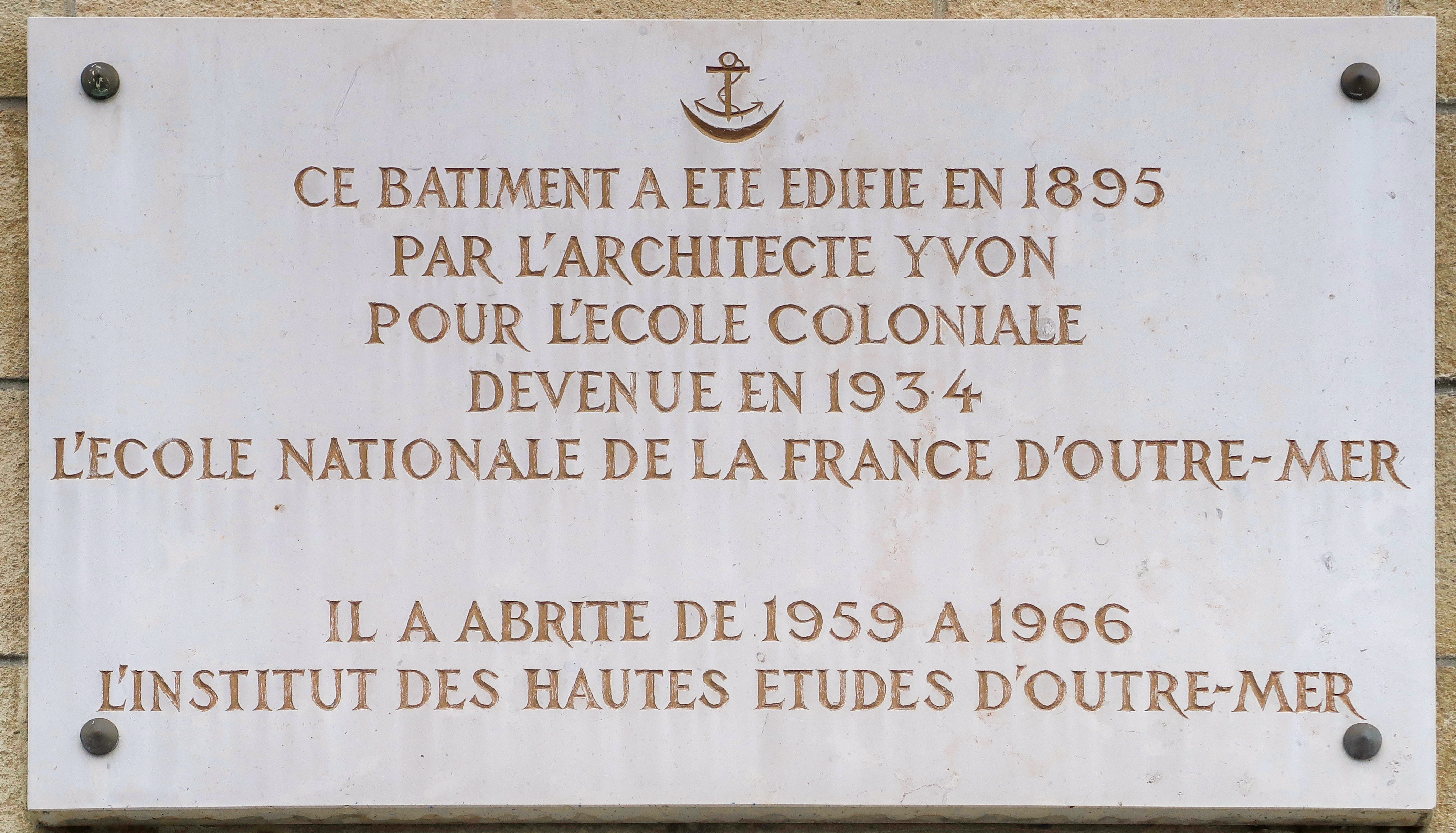
Plaque sur le bâtiment.

L’École nationale de la France d’outre-mer (ENFOM), fondée en 1889 sous le nom d'École coloniale, connue familièrement sous le nom de « la Colo », est une école française chargée de former les cadres de l'administration coloniale (administrateurs, inspecteurs du travail et magistrats). 
L'École coloniale reçoit en 1934 le nom d’École nationale de la France d’outre-mer (ENFOM), à laquelle succède en 1959 l’Institut des hautes études d’outre-mer (IHEOM), puis en 1966  l'Institut international d'administration publique (IIAP). Celui-ci est intégré à l'École nationale d'administration (ENA) en 2002.
École sélective et prestigieuse, elle se situait au 2, avenue de l'Observatoire à Paris, dans un bâtiment de style mauresque, construit par l’architecte Maurice Yvon.

## Histoire
L'École coloniale est fondée en 1889, sous la IIIe République, pour succéder à un centre de stage en activité depuis 1885 sous le nom d'École cambodgienne. À cette date, Auguste Pavie, sous-chef du service télégraphique au protectorat du Cambodge, déplorant le manque de personnel qualifié pour assurer ces activités, envoie dans la capitale une dizaine de jeunes fonctionnaires d'origine khmère dont le stage professionnel sera de fait, sous ce terme, l’embryon de la future école coloniale.
Emmanuel Goldscheider, fonctionnaire au sous-secrétariat d'État aux colonies, organise ces formations qui débouchent en 1889 sur la création d'une école coloniale très soutenue par Eugène Étienne, député d'Oran. Sont associés aux Cambodgiens, à partir de 1892, des élèves africains, ce qui élève à environ une vingtaine le nombre de stagiaires, tous susceptibles d'entrer ensuite dans l'administration coloniale. C'est à cette date que le conseiller d’État Paul Dislère, ancien polytechnicien, prend la direction du conseil d’administration et exerce, jusqu’à sa mort en 1928, un magistère qui éclipse de fait le rôle d'Étienne Aymonier[réf. nécessaire], le premier directeur, par ailleurs spécialiste de la civilisation cambodgienne.
Paul Dislère sera en effet le moteur du développement initial, ayant tout au long d'une action acharnée, accru le rôle de l’École et développé son audience. Si les débuts sont difficiles, presque confidentiels puisque certains parlementaires en viennent à réclamer en 1909 la création d'une structure qui existe déjà, le succès est patent, notamment dans le cadre de la concurrence acharnée que la nouvelle institution mène contre l'École libre des sciences politiques où Émile Boutmy a créé une section pour former les administrateurs pour l'Indochine. Après la fermeture de cette section en 1892, Dislère obtiendra le monopole de cette spécialité en 1912.
À la suite d'Outrey, en 1926, la direction est confiée à un jeune professeur, spécialiste des questions scolaires, Georges Hardy. En universitaire chevronné, ce dernier fonde des classes préparatoires à l'École coloniale aux lycées Louis-le-Grand, Chaptal et Henri IV, ouvertes en septembre 1927, imitées les années suivantes dans des établissements de province. Il fait aussi passer les études de deux à trois ans. En 1931, soutenu par Ernest Roume, le directeur obtient la gratuité de l’enseignement contre l’obligation de servir cinq ans dans l’administration coloniale. Cette mesure élargira le recrutement de l'École aux classes moyennes et renforcera encore le prestige de l'institution. Juste après le départ de Hardy, l'École coloniale devient en 1934 l’École nationale de la France d'outre-mer (ENFOM) mais elle conserve, notamment parmi les élèves, son appellation familière de « Colo ».
Dans un beau bâtiment édifié en 1895 par l'architecte Yvon, les fonctionnaires-stagiaires sont répartis en deux sections : Français et étrangers. Leurs études durent 2 ou 3 ans au bénéfice de promotions variant de 11 à 50 élèves et comprennent des enseignements de langues des pays d'outre-mer, d'ethnologie, de droit coutumier, de droit colonial public et privé.
La loi-cadre du 23 juin 1956 ayant posé le principe de l’africanisation des cadres de l’administration d’outre-mer, les trois dernières promotions (1956, 1957 et 1958) comptèrent autant d’Africains et de Malgaches que de métropolitains.
En 1959, l’ENFOM devient l'Institut des hautes études d'outre-mer (IHEOM) destiné à former les cadres des États d’Afrique et de Madagascar membres de la Communauté française. L’IHEOM cède la place à l'Institut international d'administration publique (IIAP) en 1966, qui est finalement intégré à l'École nationale d'administration en 2002.

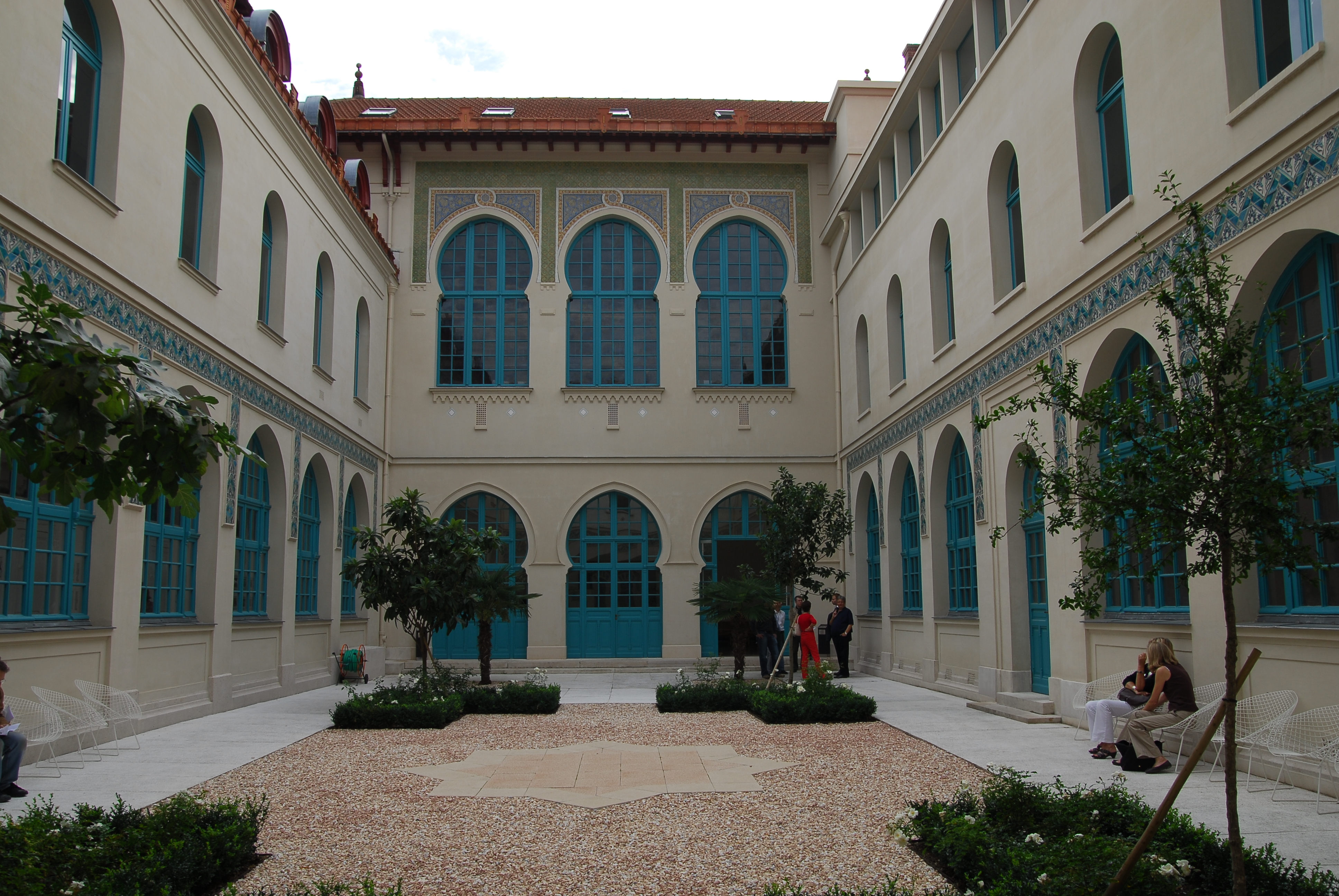
Cour intérieure.
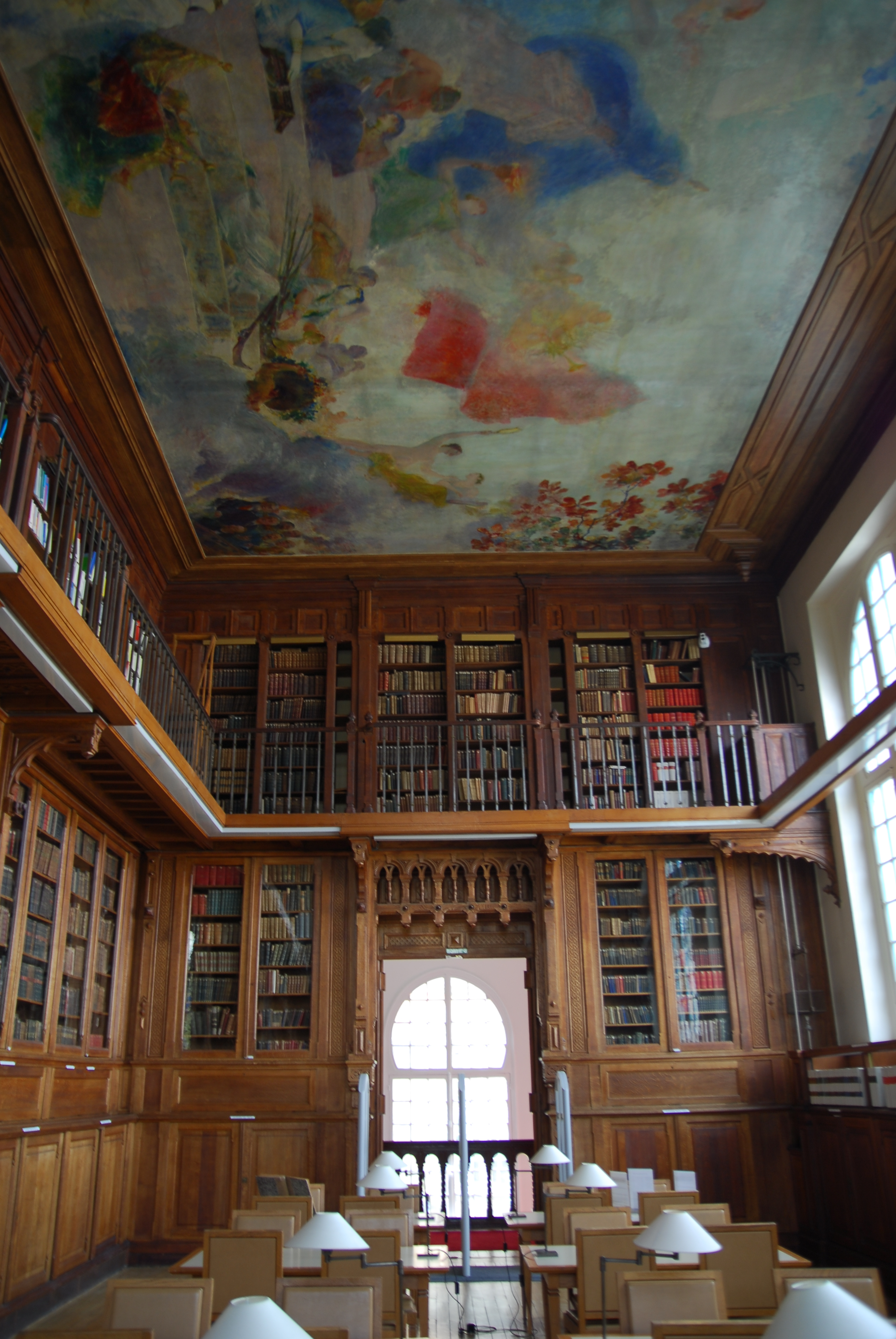
Bibliothèque.
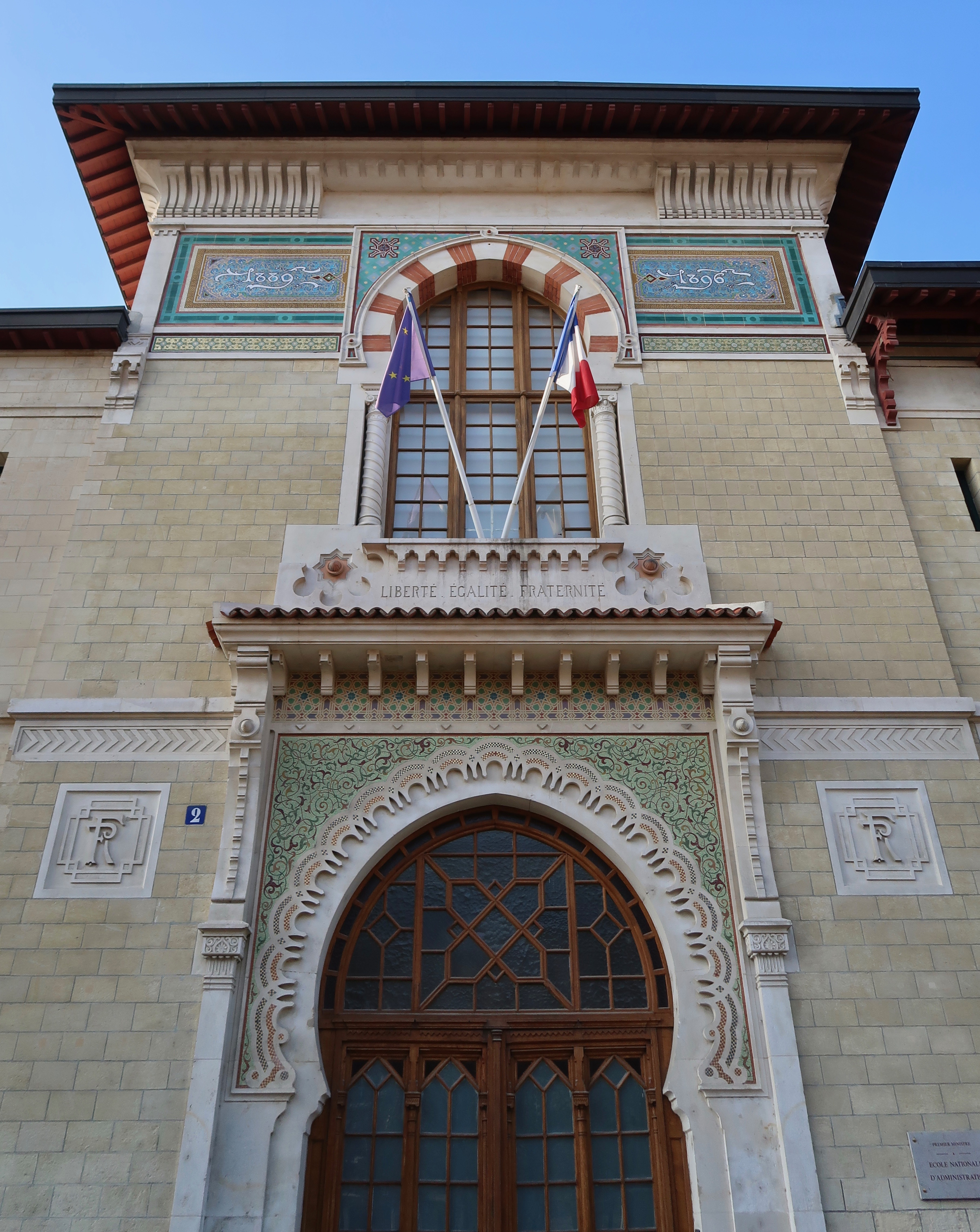
Entrée.
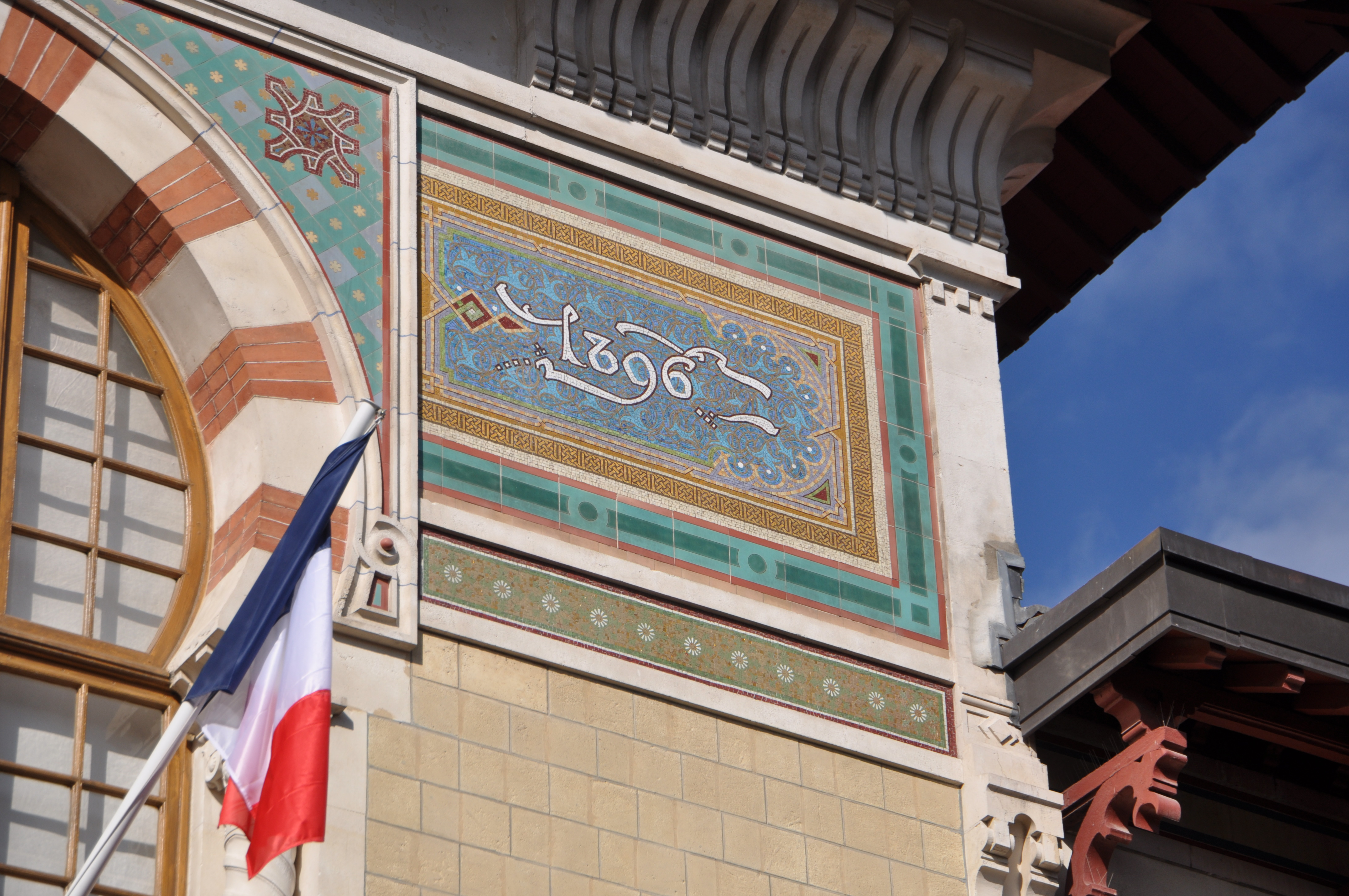

## Personnalités liées à l'établissement

### Directeurs
- Étienne Aymonier : 1889-1905
- Maurice Doubrère : 1905-1917
- Max Outrey : 1918-1926
- Georges Hardy : 1926-1933
- Henri Gourdon : 1933-1937
- Robert Delavignette : 1937-1946
- Paul Mus : 1946-1950
- Paul Bouteille : 1950-1959
- François Luchaire : 1959-1964
- Jean Baillou : 1965-1974
- Henri Roson : 1974-1982
- Gaston Olive : 1982-1985
- Jean-Pierre Puissochet : 1985-
- Michel Franc : 1993
- Didier Maus : 1993-2001

### Professeurs
- Pierre Moussa
- Louis Vignon[2]
- Charles-André Julien[3]
- Henri Brunschwig[4]
- Léopold Sédar-Senghor[4]
- Maurice Delafosse[5]

### Élèves
- Pierre Anthonioz, militaire, océaniste et diplomate, grand-croix de la Légion d'honneur
- Charles Assemekang, magistrat et homme politique congolais (RC)
- Babacar Ba, ministre sénégalais
- Alphonse Bayonne, homme politique et diplomate congolais (RC)
- Albert Bernard, tué sur la Côte française des Somalis
- Paul Biya, deuxième président de la république du Cameroun
- Richard Brunot, gouverneur général puis sénateur
- Émile Buhot-Launay, administrateur colonial
- Daniel Cabou, plusieurs fois ministre au Sénégal et ancien secrétaire général de la Banque centrale des États de l'Afrique de l'Ouest (BCEAO)
- André Chandernagor, ministre français
- Germain Chauvel, contrôleur civil, ministre plénipotentiaire, essayiste
- Yves de Daruvar, compagnon de la Libération
- Hamani Diori, premier président de la république du Niger
- Abdou Diouf, deuxième président du Sénégal
- Félix Éboué, administrateur colonial et compagnon de la Libération
- Alioune Badara Fall, ambassadeur du Sénégal
- Philippe Gaussot, journaliste, photographe et écrivain
- Guy Georgy, ambassadeur de France
- Christian Graeff, ambassadeur dignitaire de France
- Max Jacob, poète, quitta l'école en cours de scolarité
- Gaston Joseph, directeur des affaires politiques du ministère des colonies 1925-44
- Pierre Justinard, diplomate, ambassadeur de France
- Cheikh Hamidou Kane, homme politique et écrivain sénégalais Auteur de L'Aventure ambiguë (1961).
- Gervais Koffi Djondo, homme d’affaires togolais, fondateur des entreprises panafricaines Ecobank et Asky
- Gabriel Lisette, homme politique tchadien, député du Tchad à l'Assemblée nationale française
- Pierre Messmer, Premier ministre français
- Adamou Ndam Njoya, homme politique camerounais
- Samuel Nkainfon Pefura, gouverneur camerounais
- Philippe Parant, préfet, directeur de la DST
- Maurice Assier de Pompignan, gouverneur du Gabon, puis du Dahomey
- Pierre Randrianarisoa, historien, écrivain, poète, diplomate et homme politique malgache
- Phetsarath Rattanavongsa, Premier ministre laotien
- Henri Rethoré, ambassadeur de France
- Louis Saget, gouverneur puis haut commissaire de la République aux Comores et à Djibouti
- Jean Sicurani, administrateur colonial, directeur du cabinet du Premier Ministre, préfet et ambassadeur
- Henri Terrasson de Fougères, gouverneur du Soudan français
- Habib Thiam, Premier ministre sénégalais
- René Troadec, administrateur colonial, compagnon de la Libération, haut-commissaire au Tchad
- Philibert Tsiranana, premier président de Madagascar
- Sisavang Vong, roi de Luang Prabang, puis du Laos